# Théâtre permanent slovène
Le Théâtre permanent slovène (slovène : Slovensko stalno gledališče, italien : Teatro Stabile Sloveno) est le seul théâtre public italien de langue non italienne, et c'est la plus importante institution culturelle de la minorité slovène en Italie. Son nom actuel provient du décret du ministère du Tourisme et des Loisirs qui, en 1977, l'a reconnu comme le septième teatro stabile d'Italie. 

## Histoire
L'histoire du théâtre remonte à 1902, avec la fondation du Dramatično drušvo - Trst (Association théâtrale - Trieste), dont l'assemblée générale a décidé en 1907 de créer un "théâtre slovène permanent sur une base artistique" et qui a trouvé son siège au Narodni dom de Trieste. Le 13 juillet 1920, le Narodni Dom de Trieste est incendié par des escouades fascistes et le théâtre se retrouve sans siège :  de la saison 1902-03 à la saison 1919-20, le théâtre a mis en scène 245 pièces. Elle poursuit ses activités dans d'autres salles, contrée par le fascisme, jusqu'en 1927, date à laquelle toutes les associations non italiennes sont officiellement dissoutes dans le cadre de italianisation. Pendant la période mussolinienne, la plupart des acteurs ont fui en Yougoslavie et se sont installés à Maribor, parmi lesquels Elvira Kralj (en), Valo Bratina (sl), Just Košuta (sl), Rado Pregarc, Ema Starc (sl), Rado Nakrst (sr), Danilo Turk-Joco (sl), le réalisateur Jože Babič (en) et d'autres.
Le théâtre a poursuivi son activité dans la clandestinité, et a été reconstitué - en fait le premier théâtre permanent en Italie - en 1945. De 1945 à sa reconnaissance comme théâtre public permanent en 1977, sa structure organisationnelle a également suivi les vicissitudes de la ville, dans une atmosphère politique et nationale incandescente.

## Situation actuelle
Le théâtre dessert le public de la minorité slovène des provinces de Trieste, Gorizia et Udine, ainsi que celui de la Slovénie voisine. Depuis 2000, les spectacles sont sur-titrés en italien, afin que le public italien puisse en profiter pleinement. 
Aujourd'hui, SSG a son siège dans le centre culturel de Petronio 4 à Trieste. Le bâtiment (conçu par Edo Mihevc (sl), né à Trieste) dispose d'une grande salle de 530 places et d'une petite scène de 100 places.
En 2004, le président Janez Drnovšek a décerné au Théâtre d'État slovène la médaille d'or de l'Ordre de la liberté de la République de Slovénie (sl), la plus haute distinction slovène.

## Galerie

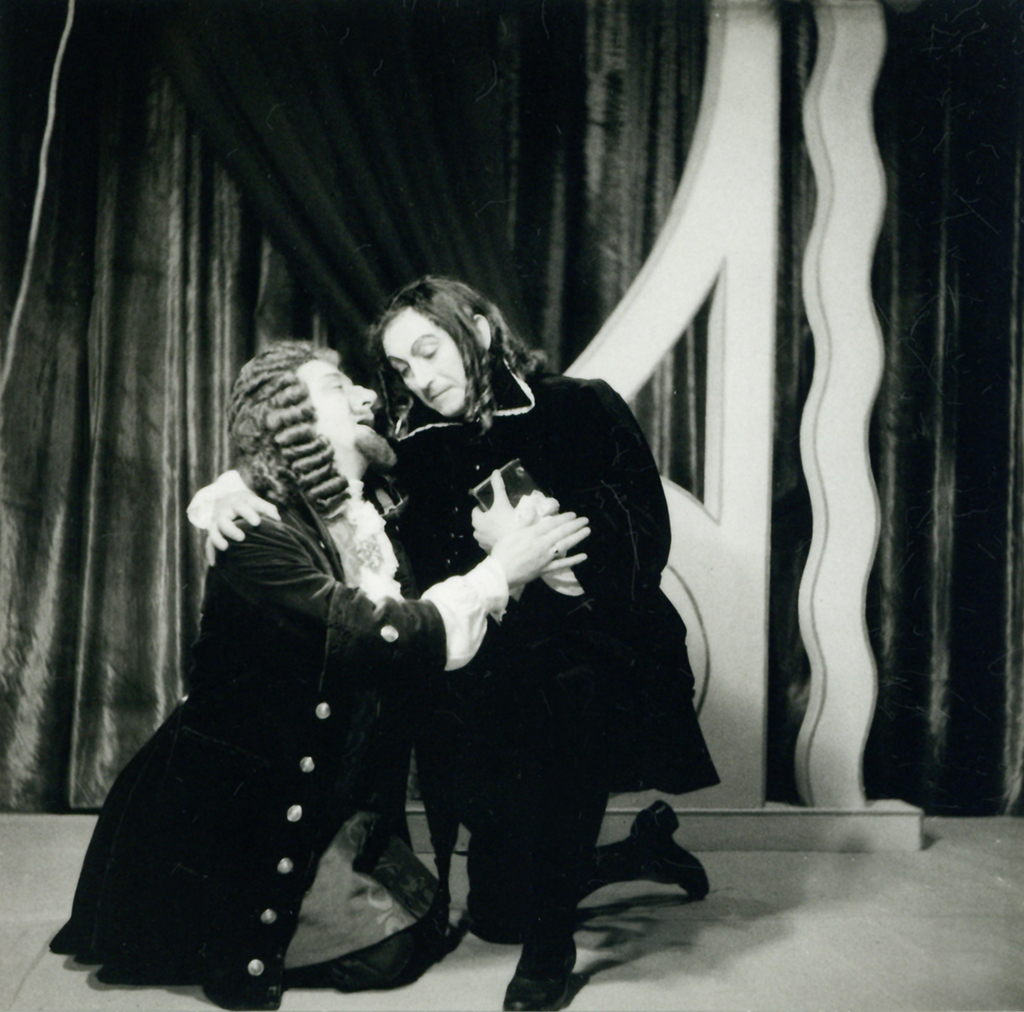
Jožko Lukeš (sl) et Rado Nakrst (sr) dans Tartuffe de Molière
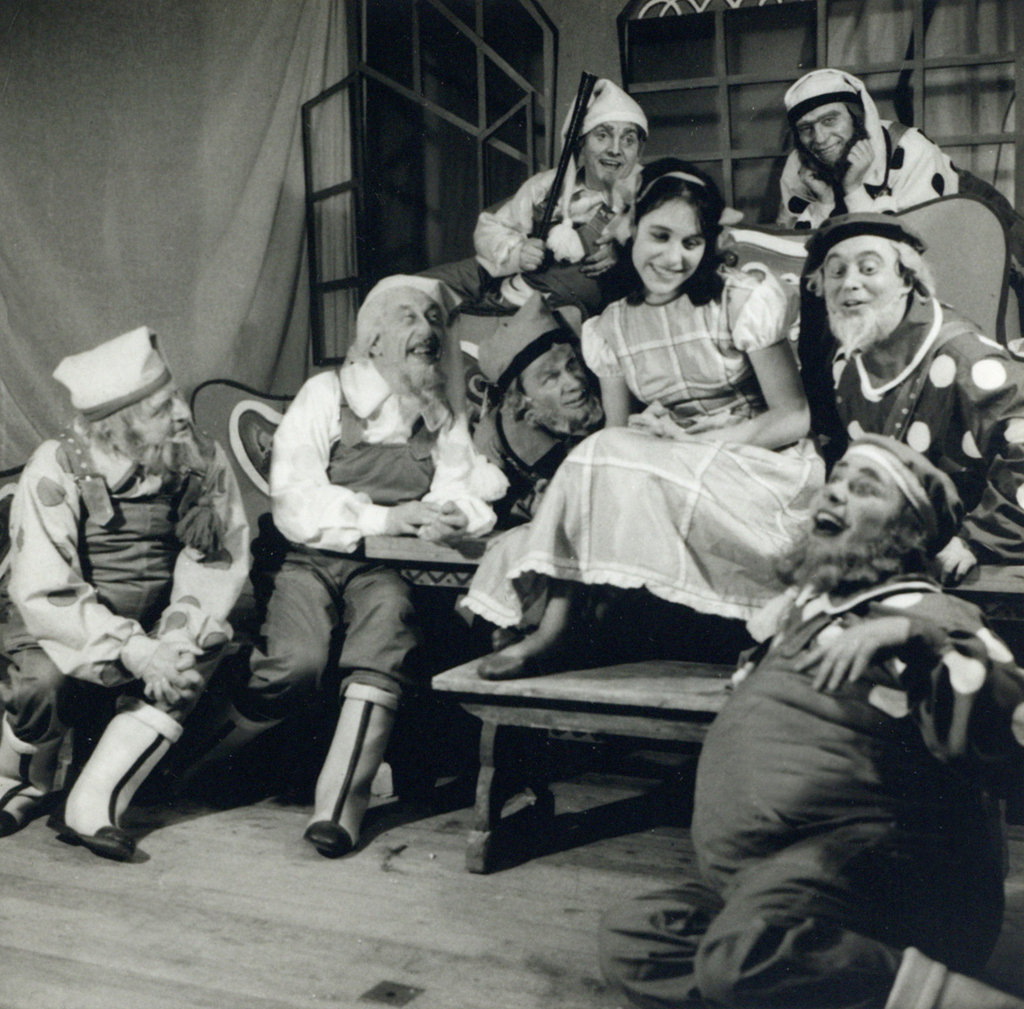
Miranda Caharija, Josip Fišer, Just Košuta, Ferdo Kokošar, Silvij Kobal, Jože Cesar, Adrijan Rustja, Edvard Martinuzzi dans une pièce de Pavel Golia (en)
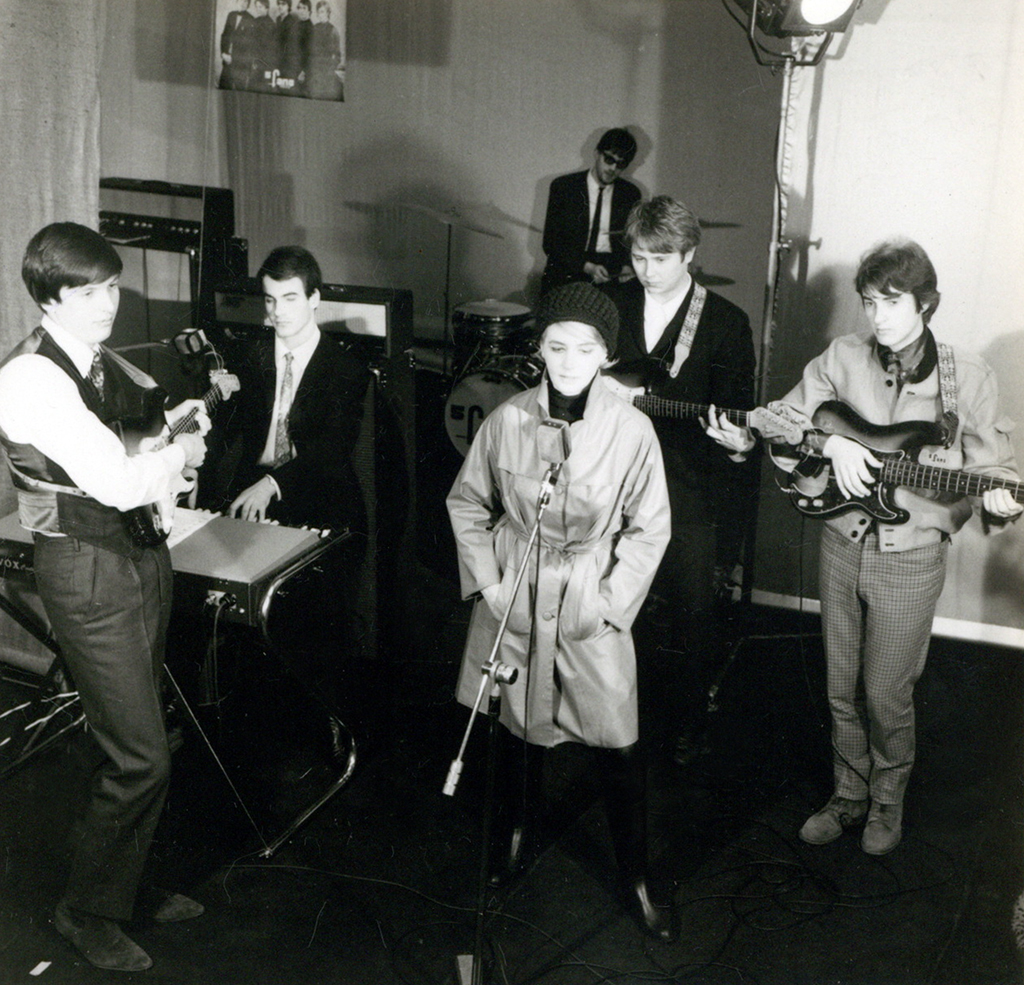
Filibert Benedetič, Pas toujours comme les hirondelles, Mira Sardoč et Igor Dolenc, Oskar Volpi, Boris Sancin, Giorgio Ralza, Vili Volpi).
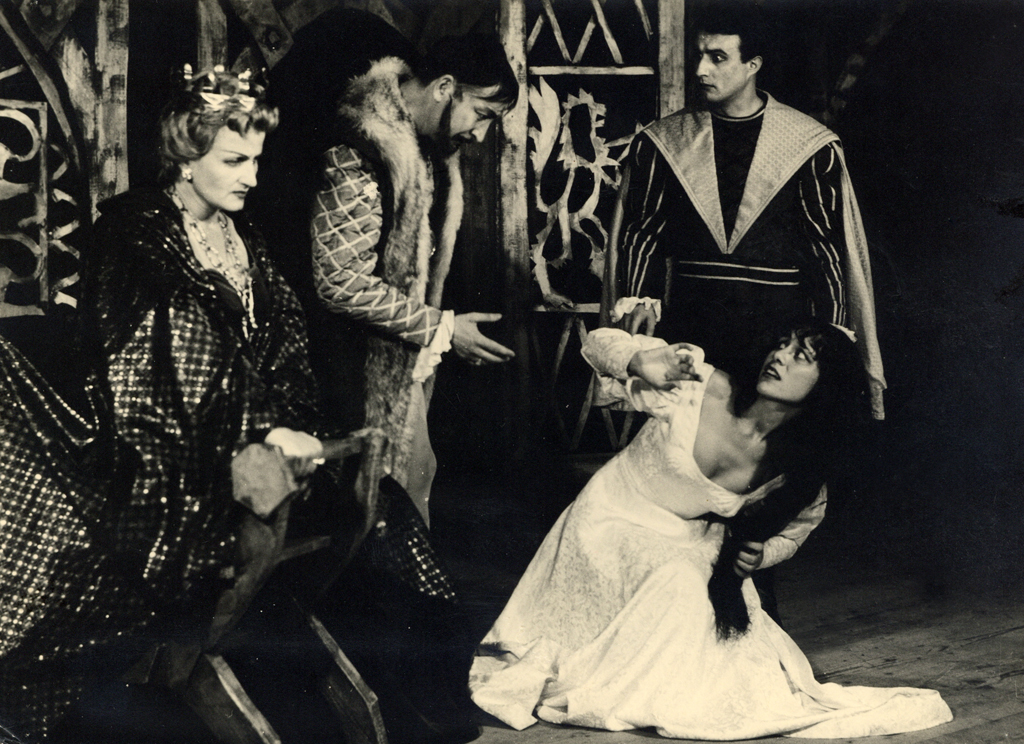
Zlata Rodošek (sl), Jožko Lukeš (sl), Alojz Milič et Miranda Caharija (sl) dans Hamlet de Shakespeare au théâtre slovène de Trieste en 1961
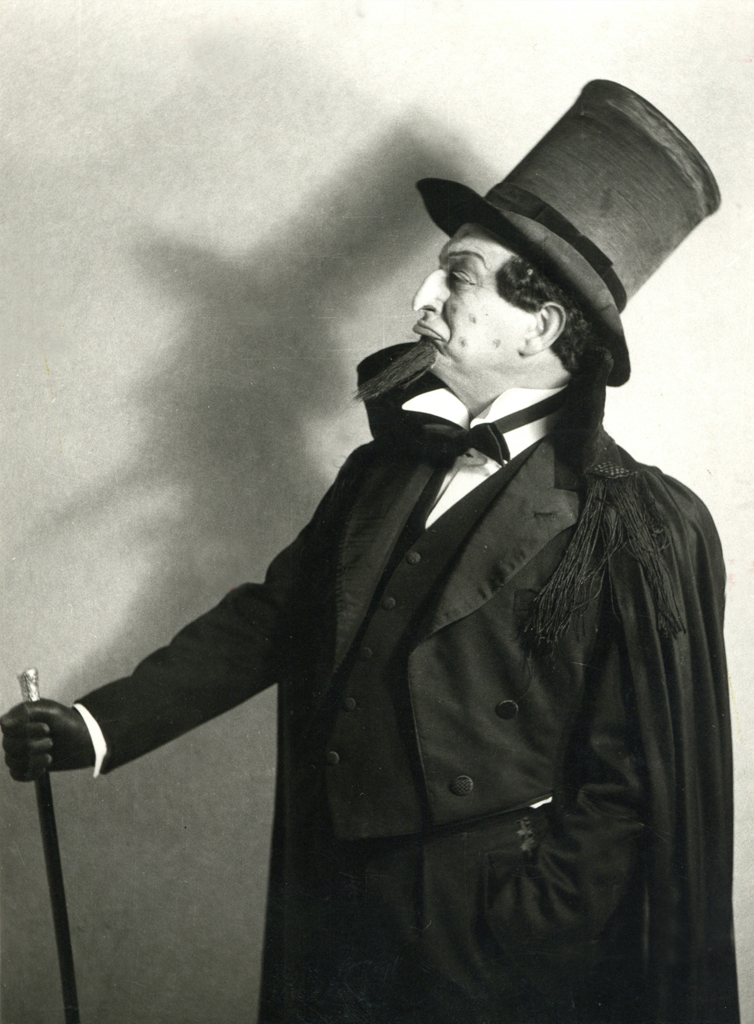
Rado Nakrst (sr) dans une pièce d'Ivan Cankar en 1953

## Acteurs ayant joué au théâtre
- Anica Sivec